# Clypeoniscus cantacuzenei
Clypeoniscus cantacuzenei is een pissebed uit de familie Cabiropidae. De wetenschappelijke naam van de soort is voor het eerst geldig gepubliceerd in 1967 door Bourdon.